# El caftà blau
El caftà blau (àrab: أزرق القفطان, Azraq al-qafṭān; francès: Le Bleu du caftan) és una pel·lícula dramàtica en àrab del 2022 dirigida per Maryam Touzani i escrita per la mateixa Touzani amb la col·laboració de Nabil Ayouch. Representa una dona i el seu marit gai, armaritzat, que regenta una botiga de caftans a la medina de Salé, al Marroc, i contracten un jove com a aprenent. S'ha doblat i subtitulat al català.
La pel·lícula es va estrenar a la secció Un certain regard del Festival de Canes de 2022, on va guanyar el Premi FIPRESCI en la seva secció. El Centre Cinematogràfic Marroquí va triar el film per representar el Marroc a la llista de finalistes dels Oscar de 2022 a la categoria de llargmetratges de parla no anglesa.

## Repartiment
- Lubna Azabal com a Mina
- Saleh Bakri com a Halim
- Ayoub Missioui com Youssef